# جيب باتريوت
جيب باتريوت (بالإنجليزية: Jeep Patriot)‏ هي سيارة من تصنيع شركة جيب (سيارة) (كرايسلر).
جيب باتريوت (إم كي Jeep Patriot (MK 74 هي سيارة دفع رباعي مدمجة ذات محرك أمامي بخمسة أبواب صنعتها وتسويقها جيب، وقد ظهرت لأول مرة مع جيب كومباس في أبريل 2006 في معرض نيويورك للسيارات لعام 2007.
شاركت كلتا السيارتين، بالإضافة إلى دودج كاليبر، منصة جي سي، التي تميزت بتصميمها وتسويقها، حيث تقدم باتريوت حصرياً نظام دفع رباعي، تم تسويقه باسم محرك فريدوم 2.
تم تصنيع باتريوت في مصنع تجميع بلفيدير كرايسلر، إلينوي إلى جانب البوصلة. على الرغم من أن النموذج كان لا يزال يباع بشكل جيد حتى أنه لم يتغير بشكل أساسي مع دخوله عام الطراز الحادي عشر، فقد انتهى الإنتاج مع عام 2017.

## التصميم
في الولايات المتحدة، تستخدم باتريوت إما محرك 14 البنزين العالمي سعة 2.0 لتر أو 2.4 لتر. يتوفر كل من الدفع بالعجلات الأمامية والدفع الرباعي. تتميز باتريوت بنظامين للدفع الرباعي يتم التحكم فيهما إلكترونياً.
يُطلق على نظام الدفع الرباعي الأساسي محرك فريدوم ون. هذا النظام عبارة عن نظام دفع رباعي / دفع أمامي بدوام كامل يعمل بنظام الدفع بالعجلات الأمامية عندما يكون لديه قوة جر، ولكن يمكنه تلقائيًا وضع ما يصل إلى 50٪ من القوة إلى العجلات الخلفية، يمكن قفل إي سي سي (القابض الذي يتم التحكم فيه إلكترونياً والموجود في الترس التفاضلي الخلفي) بنسبة 50-50 أقل من سرعة معينة. هذا «القفل» ليس قفلًا حقيقياً ويطلب فقط قفل إي سي سي أكثر من وضع إي دبليو دي العادي.
ينبض القابض إي سي سي أثناء المنعطفات لتجنب ربط النظام بنظام الدفع. النظام الآخر، المسمى فريدوم درايف 2، يعتمد على فريدوم درايف 1، ولكن باستخدام ناقل الحركة ناقل حركة متغير باستمرار الخاص بالمركبة، فإنه قادر على تقليل التروس بنسبة 19: 1 لمحاكاة نطاق منخفض يوجد عادةً في المركبات ذات صناديق النقل المخصصة. يتم تحقيق نسبة «الزحف» 19: 1 مع ترس تفاضلي خلفي أقل بكثير (أعلى عددياً) مقارنة بالمركبات غير فريدوم درايف 2 ال 2.4 لتر غيما I4 هو خيار لطراز 4X2 باتريوت.
بالنسبة لأوروبا وأستراليا، تم تجهيز محرك ديزل سعة 2.0 لتر (1968 سم مكعب، 120 قرصاً، 140 حصاناً) فولكس فاجن مع علبة تروس يدوية من 6 سرعات. تم تجهيز جميع سيارات الاتحاد الأوروبي بشكل قياسي مع دفع رباعي وإصدار من نظام فريدوم درايف الذي تم ضبطه بشكل مختلف عن الإصدارات الأمريكية، ولكن مع قدرة مماثلة لـ فريدوم درايف 2 مع التحكم في جر الفرامل وثلاثة إعدادات للتحكم الإلكتروني بالثبات والتحكم في الجر من أجل تشغيل أو استخدام على الطرق الوعرة.
فاز باتريوت بجائزة جرين 4x4 لعام 2007 وجرين 4x4 لعام 2008 في المملكة المتحدة.
| النموذج | المحرك             | الطاقة - القوة          | عزم الدوران                 | ناقل الحركة              |
| ------- | ------------------ | ----------------------- | --------------------------- | ------------------------ |
| سبورت   | 2.4 لتر العالمي 14 | 172 حصان (128 كيلو واط) | 165 رطل قدم (224 نيوتن متر) | يدوي 5 سرعات             |
| ليميتد  | 2.4 لتر العالمي 14 | 172 حصان (128 كيلو واط) | 165 رطل قدم (224 نيوتن متر) | ناقل حركة متغير باستمرار |
|         |                    |                         |                             |                          |

يستخدم باتريوت ناقل حركة متغير باستمرار ومجهز بنظام دفع رباعي، تم تسويقه باسم فريدوم درايف 2، قادر على الاحتفاظ بأقل نسبة يمكن أن يصل إليها ناقل حركة متغير باستمرار، بدلاً من علبة النقل التقليدية ذات السرعتين. يحمل باتريوت شارات جيب «تريل ريتد».

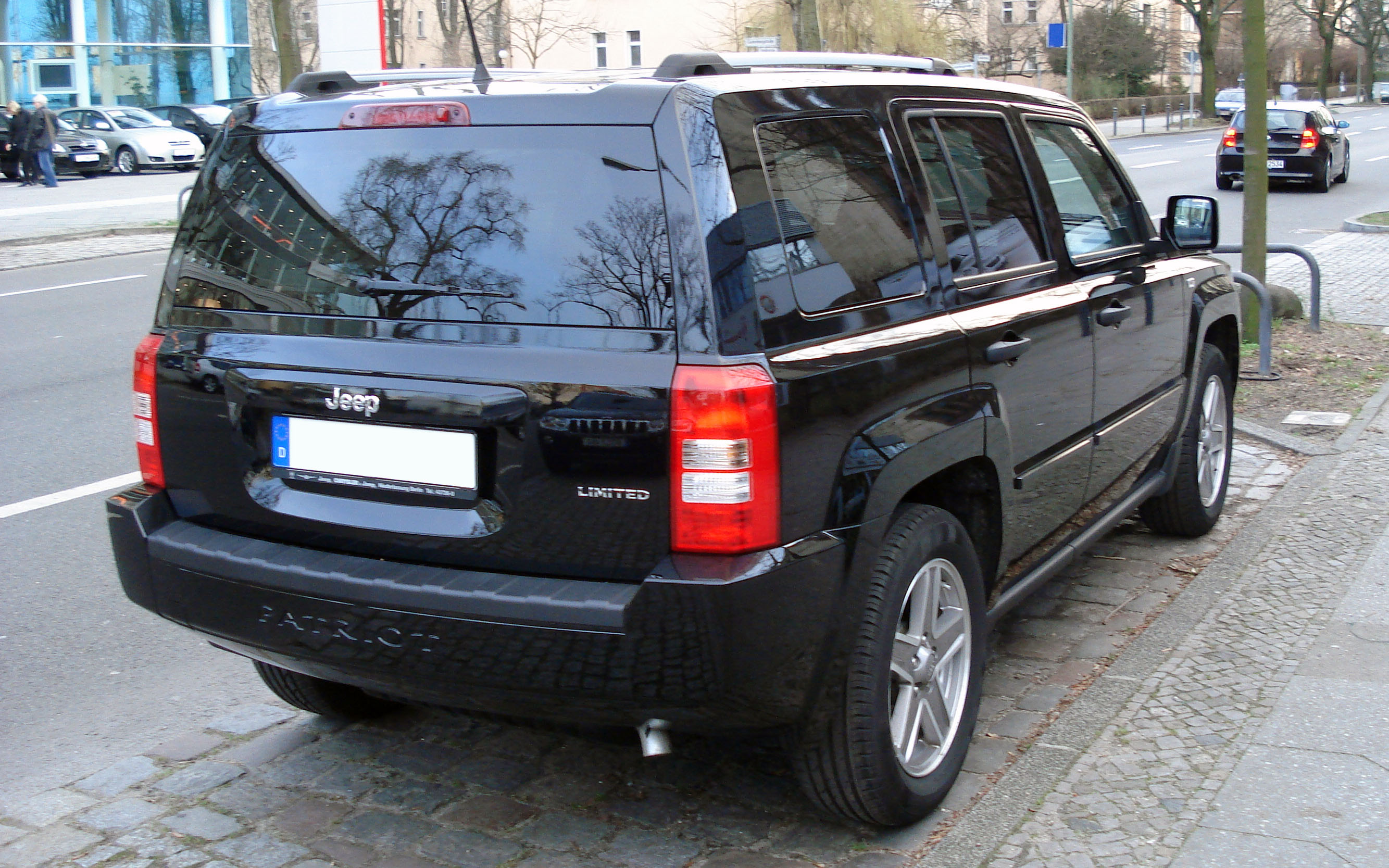
ما قبل شد الوجه جيب باتريوت ليمتد (أوروبا)

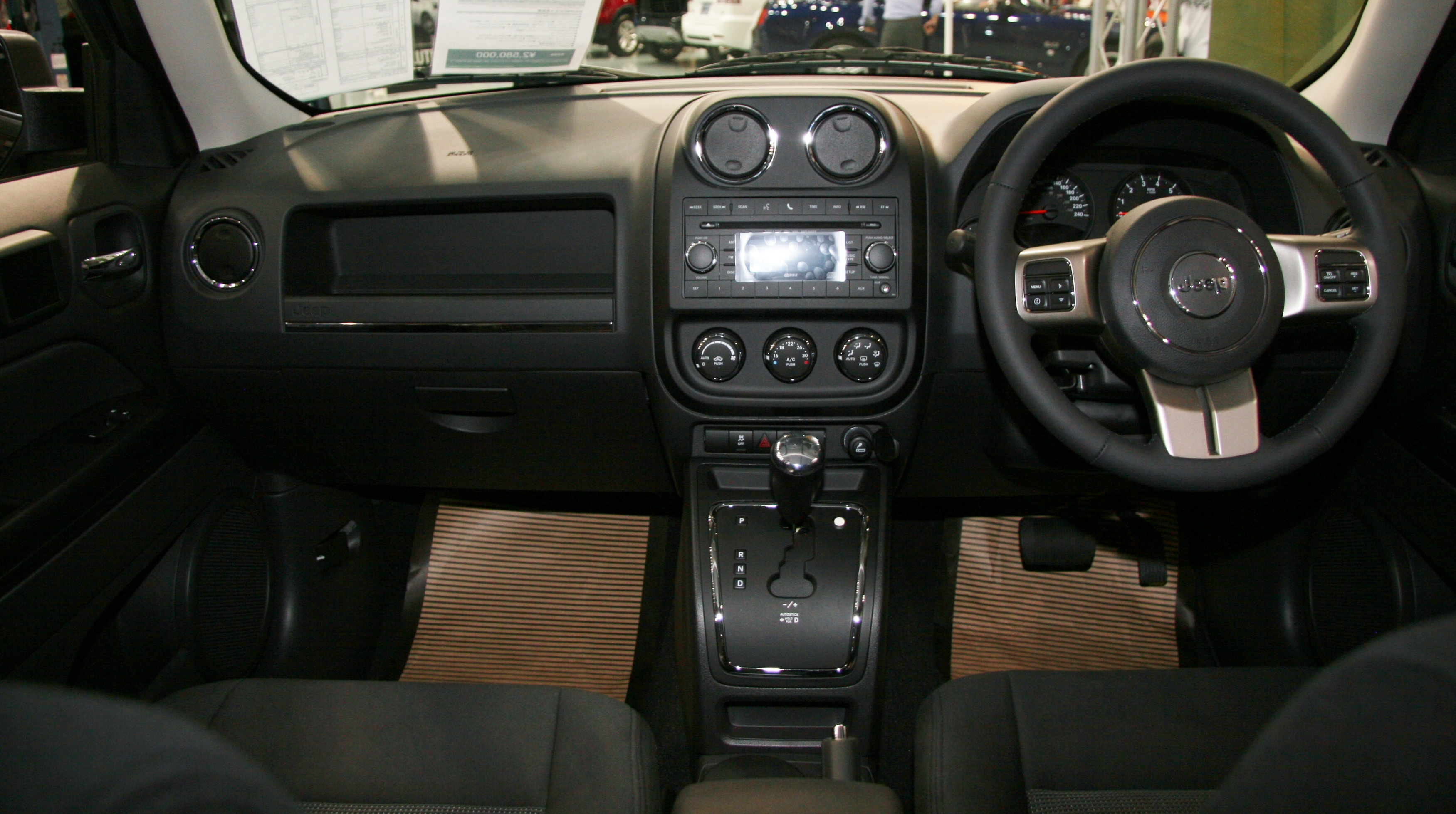
من الداخل

## الموديلات
يتم تقديم باتريوت في ثلاثة طرز أساسية مع العديد من الخيارات الإضافية المتاحة:

### الرياضية
- نوافذ رول أب يدوية وأقفال يدوية للأبواب
- عجلة قيادة مغلفة بالفينيل وبوق مزدوج النوتة
-التحكم في الرحلات (ليس كل السنوات)
-اشتعال ضد السرقة
-أسطح جلوس من الفينيل (قماش لاحق)
- مقاعد دلو أمامية يدوية
- مقعد خلفي قابل للطي
- سخان ومروحة منفاخ
محرك -2.0 لتر I4 (4 × 2) أو محرك 2.4 لتر I4 (4 × 4)
-5 سرعات ناقل حركة يدوي
-زجاج مظلل
- إطارات لجميع المواسم مقاس 16 بوصة
جنوط من الصلب مقاس 16 بوصة
- إي إم / إف إم راديو مع مشغل أقراص سي دي أحادي القرص (مشغل سي دي إم بي 33 لاحقاً) وأربعة مكبرات صوت

### لاتيتيود
- نوافذ كهربائية مع ميزة إيقاف التشغيل التلقائي للسائق بلمسة واحدة وأقفال أبواب كهربائية
-راديو الأقمار الصناعية سيريس إكس إم (ملحق اختياري)
- عجلة قيادة مغلفة بالجلد
- دخول بدون مفتاح مع ميزة الذعر ونظام الأمان
- أسطح جلوس من القماش
-تكييف هواء مع تحكم يدوي
- إطارات مناسبة لجميع المواسم مقاس 17 بوصة
- عجلات ألمنيوم مقاس 17 بوصة - مصباح يدوي قبة خلفية

### ليميتد
- قماشي (جلد لاحقًا) أسطح جلوس
- مقعد السائق الأمامي الكهربائي
-فتحة سقف كهربائية
-U توصيل نظام هاتف بلوتوث حر اليدين

## نسخة كهربائية
في معرض أمريكا الشمالية الدولي للسيارات لعام 2009 في ديترويت، تمت إضافة جيب باتريوت إلى تشكيلة إنفي من كرايسلر.
كما هو الحال مع جيب رانجلر التي تم الإعلان عنها سابقا، فإن جيب باتريوت إيف هي مركبة كهربائية طويلة المدى (إيريف، وتسمى أيضاً مركبة هجينة تعمل بالكهرباء)، قادرة على السفر 40 ميل (64 كم) فقط على طاقة البطارية وما يصل إلى 400  ميل (644 كم) على خزان واحد للغاز.
ومع ذلك، قام شريك كرايسلر الجديد فيات سبا بحل قسم إنفي في نوفمبر 2009، وإزالة نماذج إنفي الثلاثة من خطتها الخمسية لشركة كرايسلر. لم تكن هناك خطط معلنة لمواصلة النسخة الكهربائية.

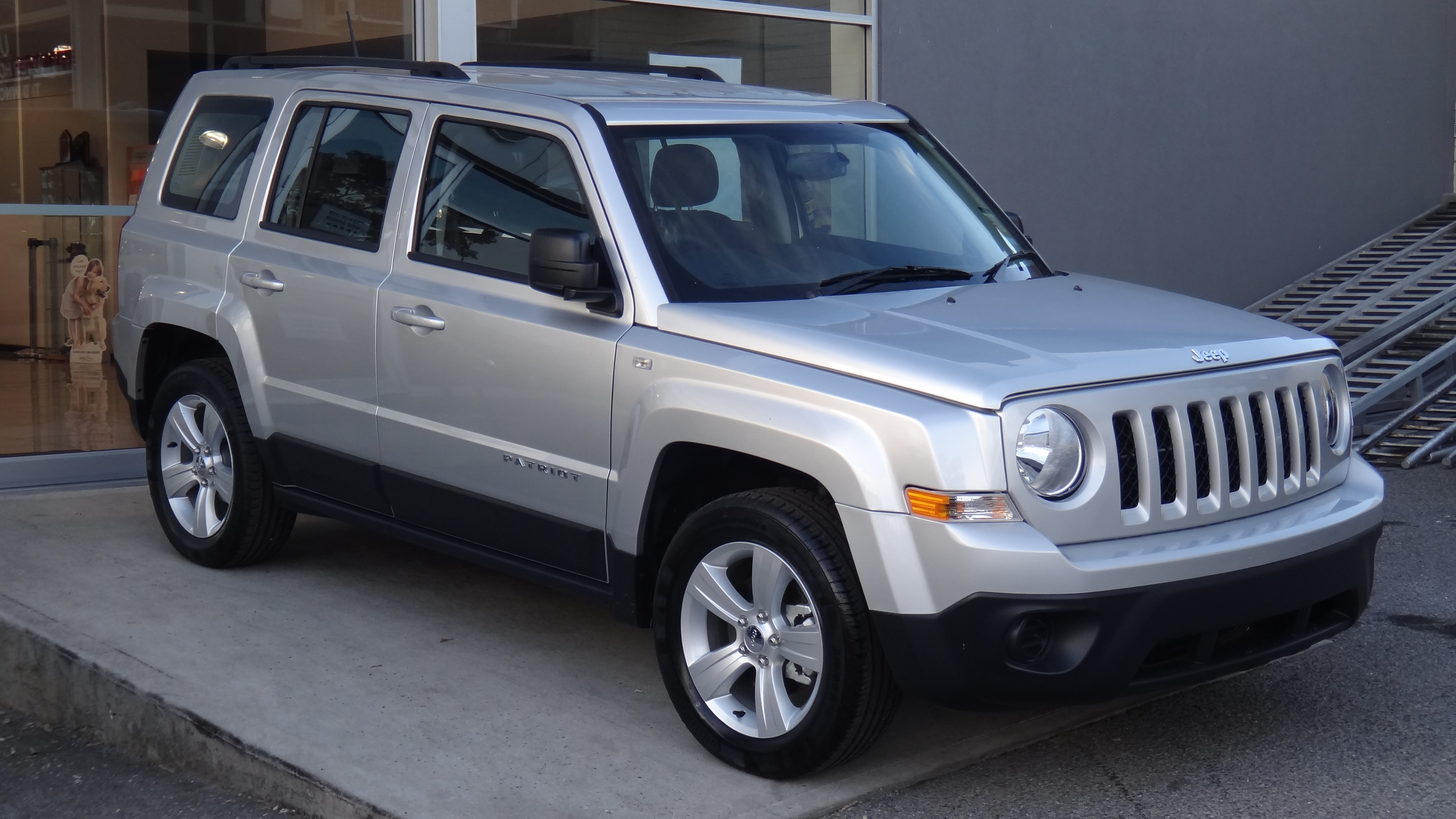
باتريوت سبورت (2013) تغيير الواجهة

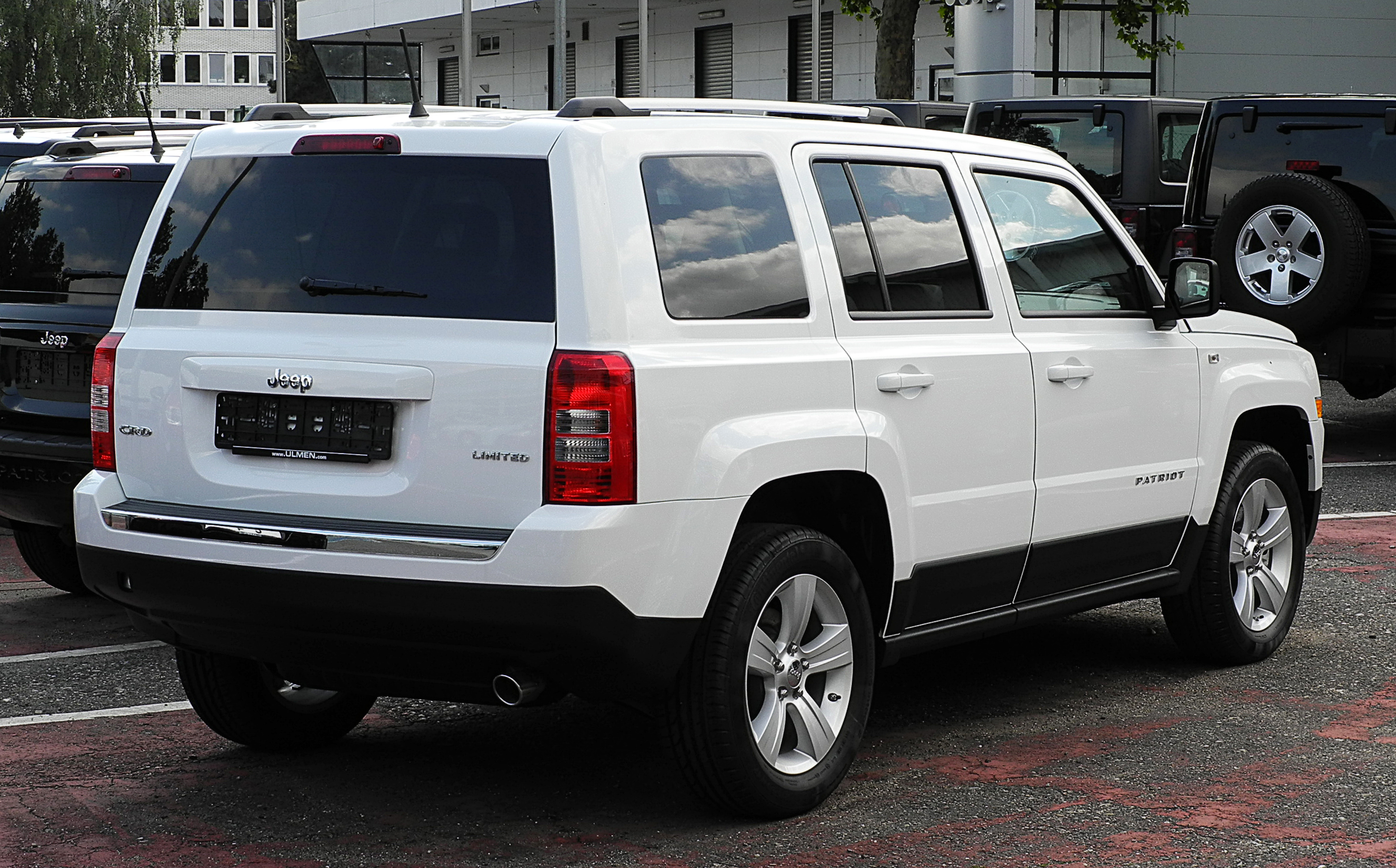
باتريوت ايميتد (2011) تغيير الخلف

## 2011 شد الواجهة
تلقت باتريوت ترقيات داخلية وخارجية طفيفة لعام 2011. تم تقليص مصابيح الضباب الأمامية ونقلها، وتمت إزالة حروف «باتريوت» على المصد الخلفي واستبدالها بمصد خلفي تقليدي. تم تقديم ثلاثة طرازات في الولايات المتحدة: ليميتد ولاتيتود وسبورت (التي حلت محل الطراز لاتيتود إكس السابق). في كندا، استبدلت النسخة الشمالية طراز لاتيتود بمعدات مختلفة قليلاً.
في الاتحاد الأوروبي، تم تقديم أربعة طرازات: سبورت وسبورت بلس وليميتد وأوفرلاند. في سوق الاتحاد الأوروبي، تم استبدال محرك ديزل فولكس فاجن بي دي سعة 2.0 لتر بمحرك ديزل يعمل بالسكك الحديدية المشتركة سعة 2.2 لتر من مرسيدس-بنز يولد 163 حصاناً (122 كيلو واط).
لعام 2011، تم تقديم نموذج إصدار الذكرى السبعين للاحتفال بتاريخ جيب. كان يعتمد على طراز سبورت بألوان داخلية زيتية أو بيج خاصة، وعجلات معدنية فريدة من نوعها، ونظام صوتيات بوسطن اكوستيكس بتسعة مكبرات صوت مع مضخم صوت وسماعات بوابة رفع قابلة للطي، وراديو سيريس إكس آم، وعجلة قيادة مغلفة بالجلد، والجلد مقاعد ومقاعد أمامية مدفأة وميزات أخرى. كان هذا النموذج متاحاً من مايو إلى أكتوبر 2011.
لعام 2012 فقط، تم تقديم طراز ألتيتيود إديشن، استناداً إلى الطراز الرياضي. تتميز بفرش جلدي أسود، وعجلات معدنية مطلية باللون الأسود، ونظام صوت بتسعة مكبرات صوت، وراديو سيريس إكس، وعجلة قيادة مغلفة بالجلد، ومقاعد أمامية مدفأة، ولمسات خارجية مطلية باللون الأسود. بدأ هذا الطراز الإنتاج في مايو 2012، ولم يكن متاحاً إلا لبضعة أشهر.
بالنسبة لعام 2013، تم تقديم طراز فريدوم إديشن، المستند إلى الطراز الرياضي، للاحتفال بالتزام جيب تجاه الجيش والجيش الأمريكيين، وكذلك لإحياء ذكرى جميع الجنود الذين خدموا. تحتوي على ملصق نجمي خاص لغطاء المحرك، ومقاعد جلدية كهربائية، وعجلة قيادة ملفوفة بالجلد، وراديو سيريس إكس إم، وعجلات معدنية داكنة اللون. يتميز هذا الطراز بطلاء خارجي كوماندو جرين ميتاليك، غير متوفر في جيب باتريوت 2013 الأخرى.
خضعت جيب باتريوت للعديد من التغييرات في الديكورات أو الطرازات لعام 2014؛ ومع ذلك، كان عام 2014 هو العام الأول للطراز الذي جاء فيه فريدوم درايف ون باتريوتس مع ناقل حركة أوتوماتيكي من هيونداي بست سرعات بدلاً من ناقل حركة متغير باستمرار.

## التوقف
كان عام 2017 هو العام الأخير لباتريوت، ولكن توقف الإنتاج في ديسمبر 2016 (مع تسويق ما تبقى من الأسطول على أنه "2017" وبيعه حتى نفاد المخزون). تم استبدال كل من باتريوت والجيل الأول من جيب كومباس بالجيل الثاني من البوصلة.

## الأمان

### معهد التأمين للسلامة على الطرق السريعة
| معهد التأمين للسلامة على الطرق السريعة | معهد التأمين للسلامة على الطرق السريعة |
| -------------------------------------- | -------------------------------------- |
| معتدلة تداخل أمامي                     | جيد                                    |
| إزاحة أمامية صغيرة متداخلة             | ضعيفة                                  |
| التأثير الجانبي                        | جيد                                    |
| قوة السقف                              | جيد                                    |

موديلات 2007-2013 مع وسائد هوائية جانبية اختيارية إضافية.  صُنفت النماذج التي لا تحتوي على أكياس هوائية جانبية اختيارية إضافية على أنها هامشية.

### السلامة على الطرقات
2007 - 2010 باتريوت (الإدارة الوطنية للسلامة على الطرقات السريعة)
النتائج
| السائق         | 4/5 stars |
| الراكب الأمامي | 5/5 stars |
| جانب السائق    | 5/5 stars |
| جانب الراكب    | 5/5 stars |
| 4x2 التمديد:   | 4/5 stars |
| 4x4 التمديد:   | 4/5 stars |

2013 باتريوت (الإدارة الوطنية للسلامة على الطرقات السريعة)
النتائج
| بشكل عام       | 4/5 stars |
| السائق         | 3/5 stars |
| الراكب الأمامي | 4/5 stars |
| السائق الجانبي | 5/5 stars |
| الراكب الجانبي | 5/5 stars |
| السائق الجانبي | 3/5 stars |
| التمديد        | 3/5 stars |
|                |           |

## المبيعات
| السنة | الولايات المتحدة | كندا   | أخرى   | المكسيك |
| ----- | ---------------- | ------ | ------ | ------- |
| 2007  | 40,434           | 9,629  |        | 13,612  |
| 2008  | 55,654           | 13,836 |        | 9,823   |
| 2009  | 31,432           | 7,998  |        | 8,543   |
| 2010  | 38,620           | 10,753 |        | 6,441   |
| 2011  | 54,647           | 8,421  |        | 7,702   |
| 2012  | 62,110           | 6,667  |        | 8,297   |
| 2013  | 75,797           | 5,372  | 22,408 | 7,386   |
| 2014  | 93,462           | 5,959  | 22,966 | 6,926   |
| 2015  | 118,464          | 9,372  | 15,167 | 5,423   |
| 2016  | 121,926          | 9,026  |        | 3,000   |
| 2017  | 40,495           | 3,009  |        | 586     |
| 2018  | 621              | 2      |        | 5       |

## المعرض

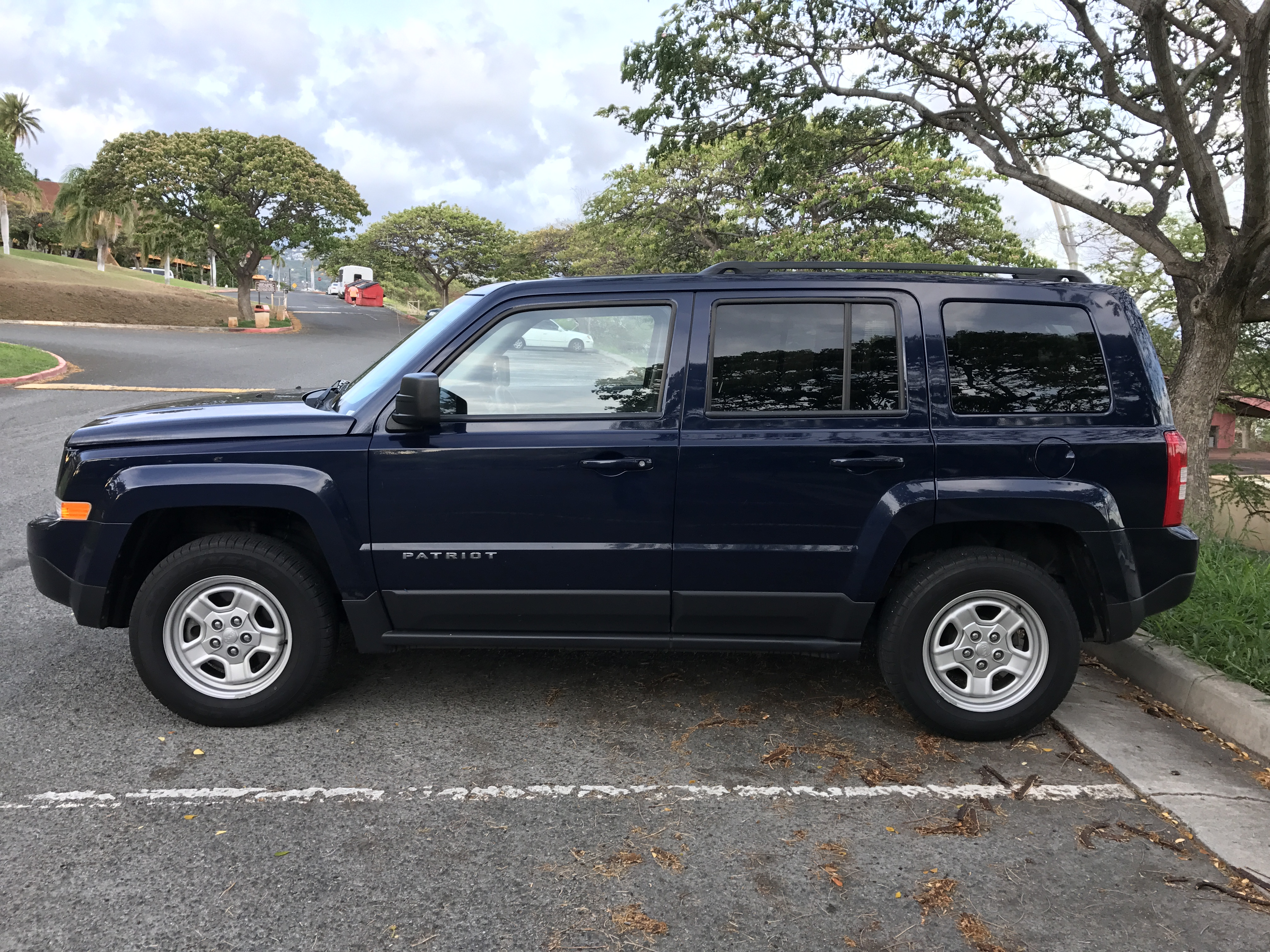
باتريوت 2015
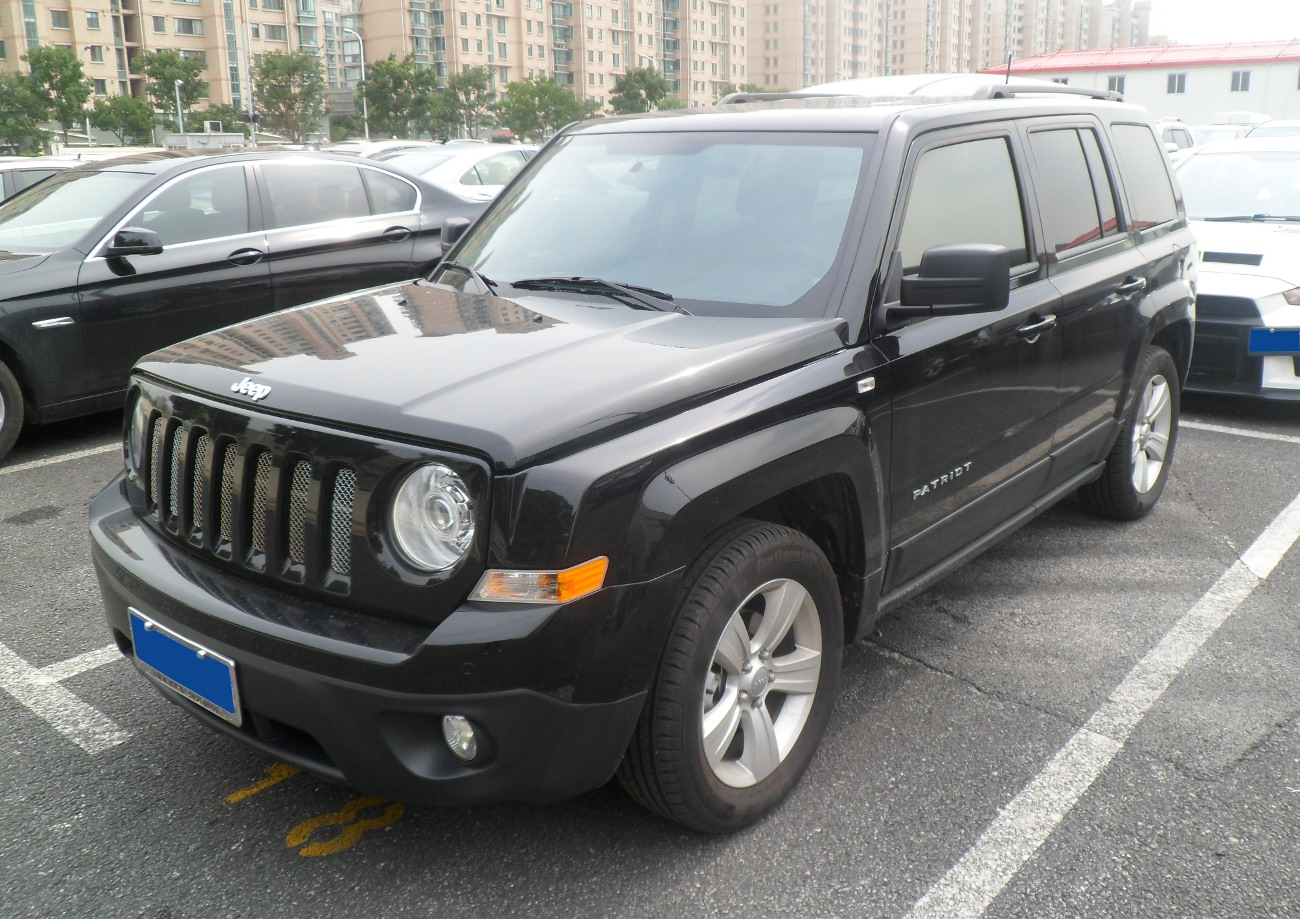
باتريوت 2012
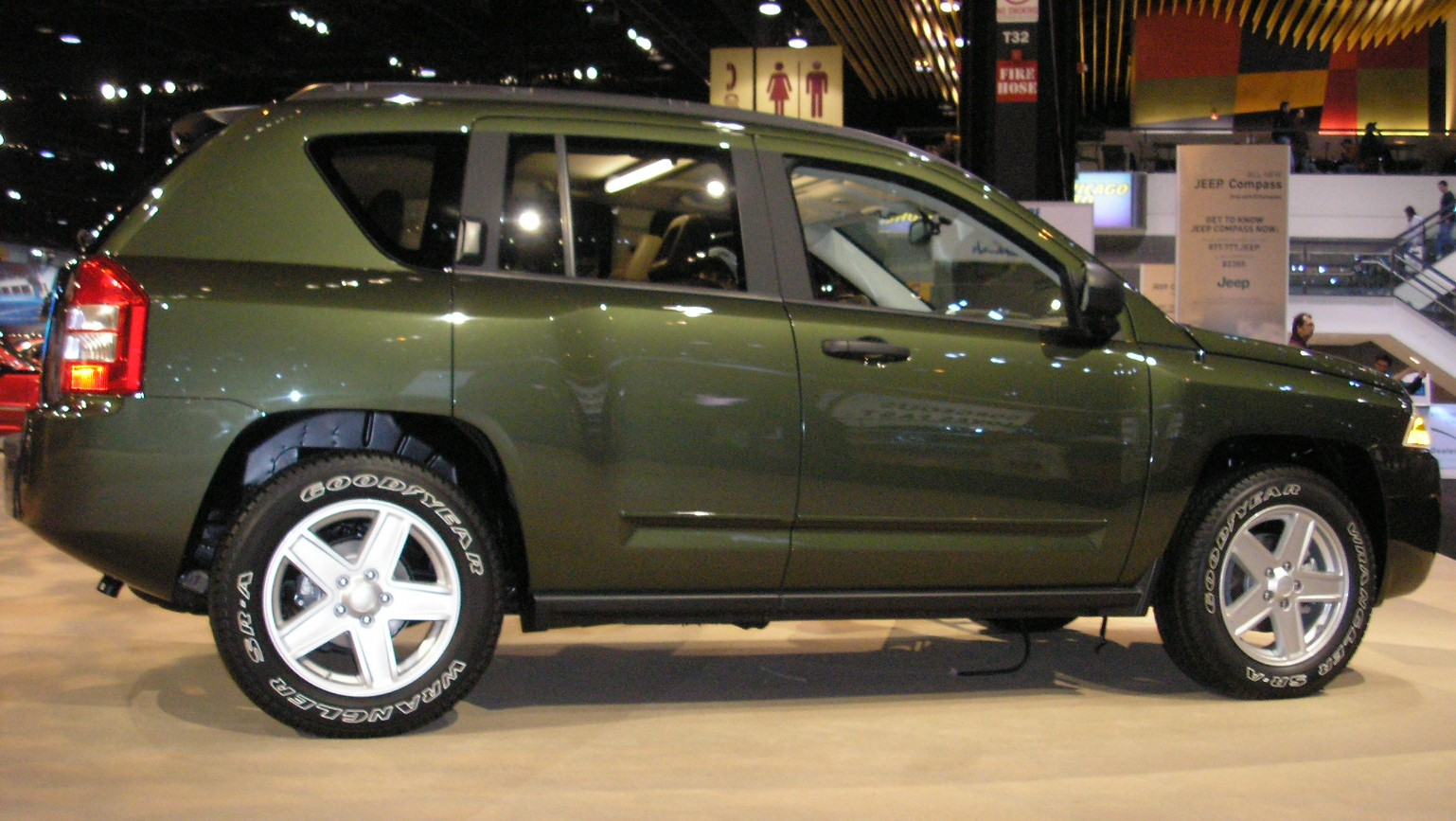
باتريوت 2017
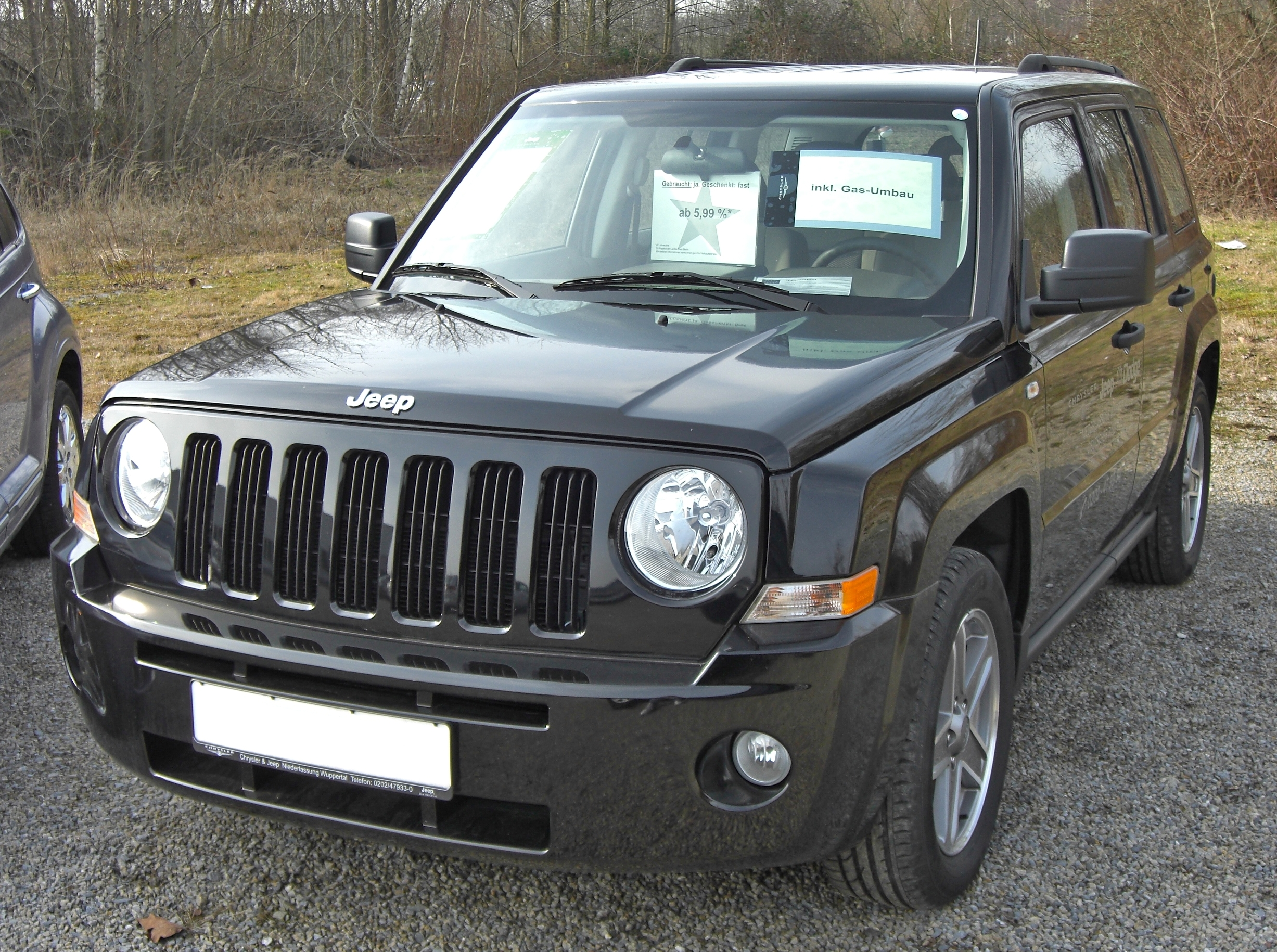
باتريوت 2009
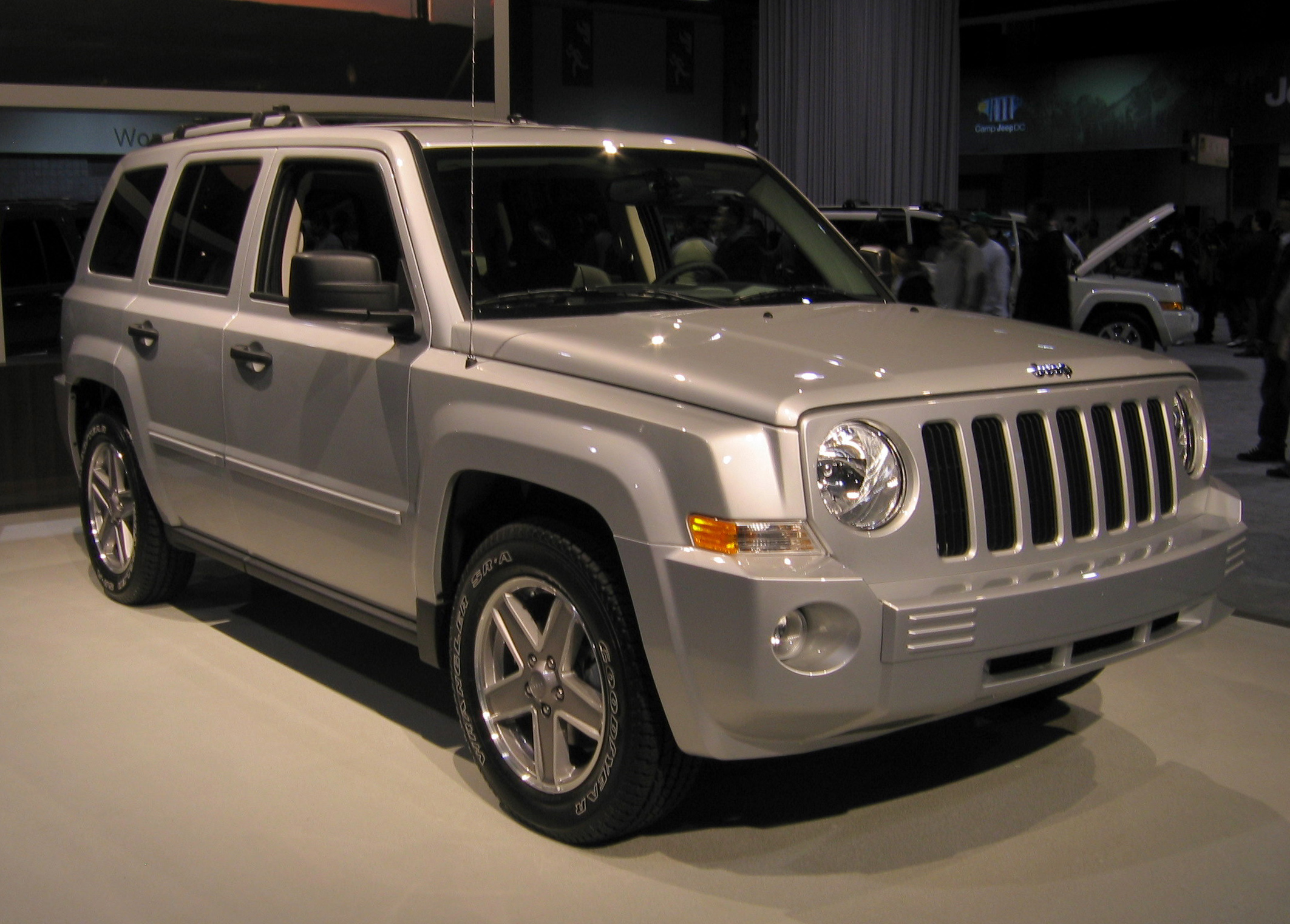
باتريوت 2007
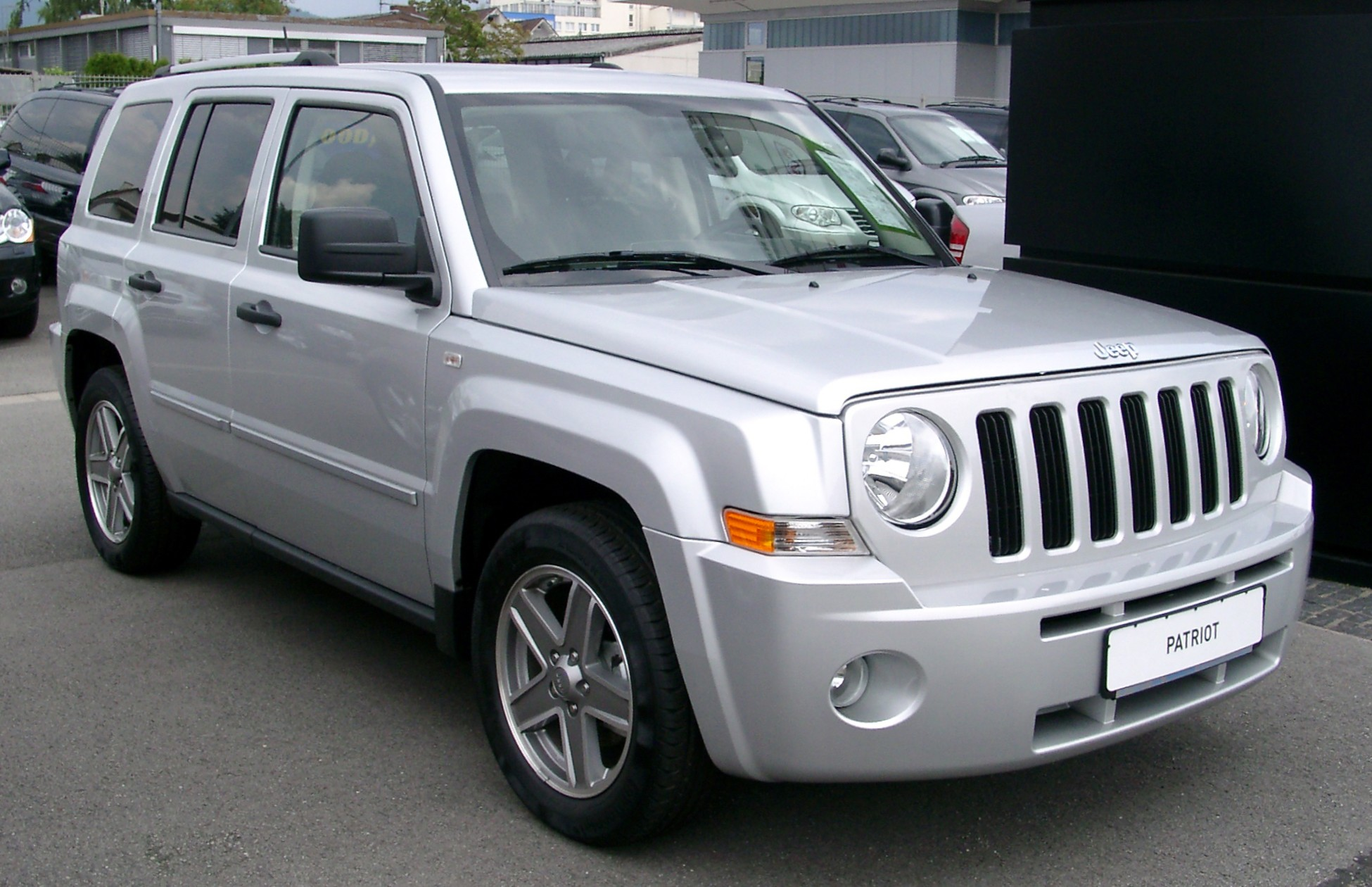
باتريوت 2008
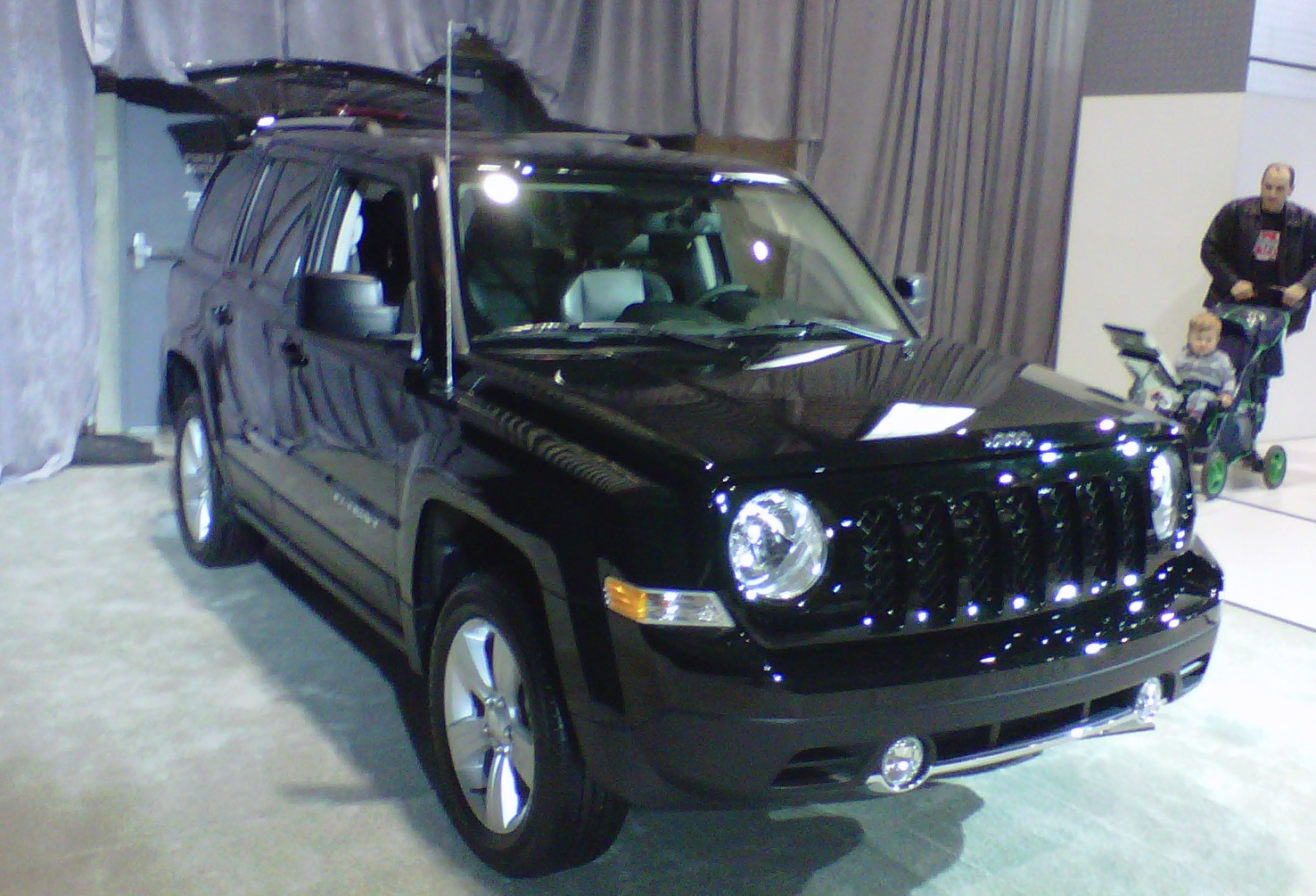
باتريوت 2013
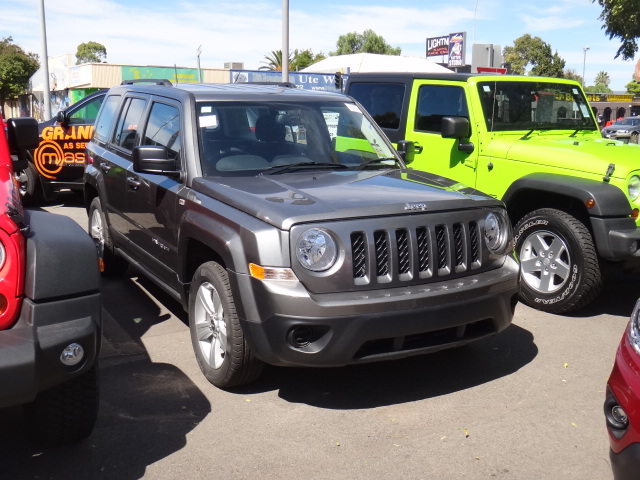
باتريوت 2012
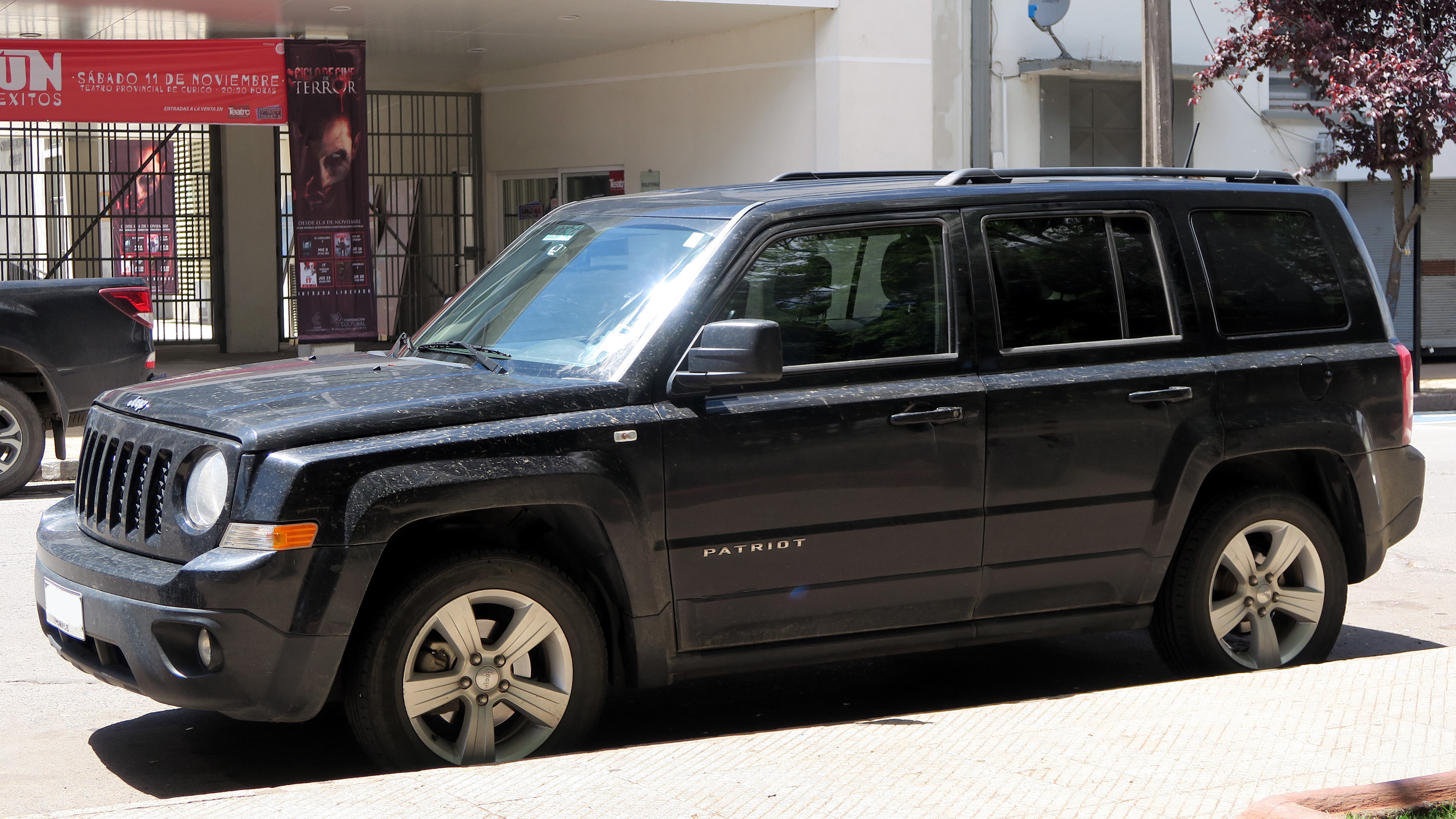
باتريوت 2013
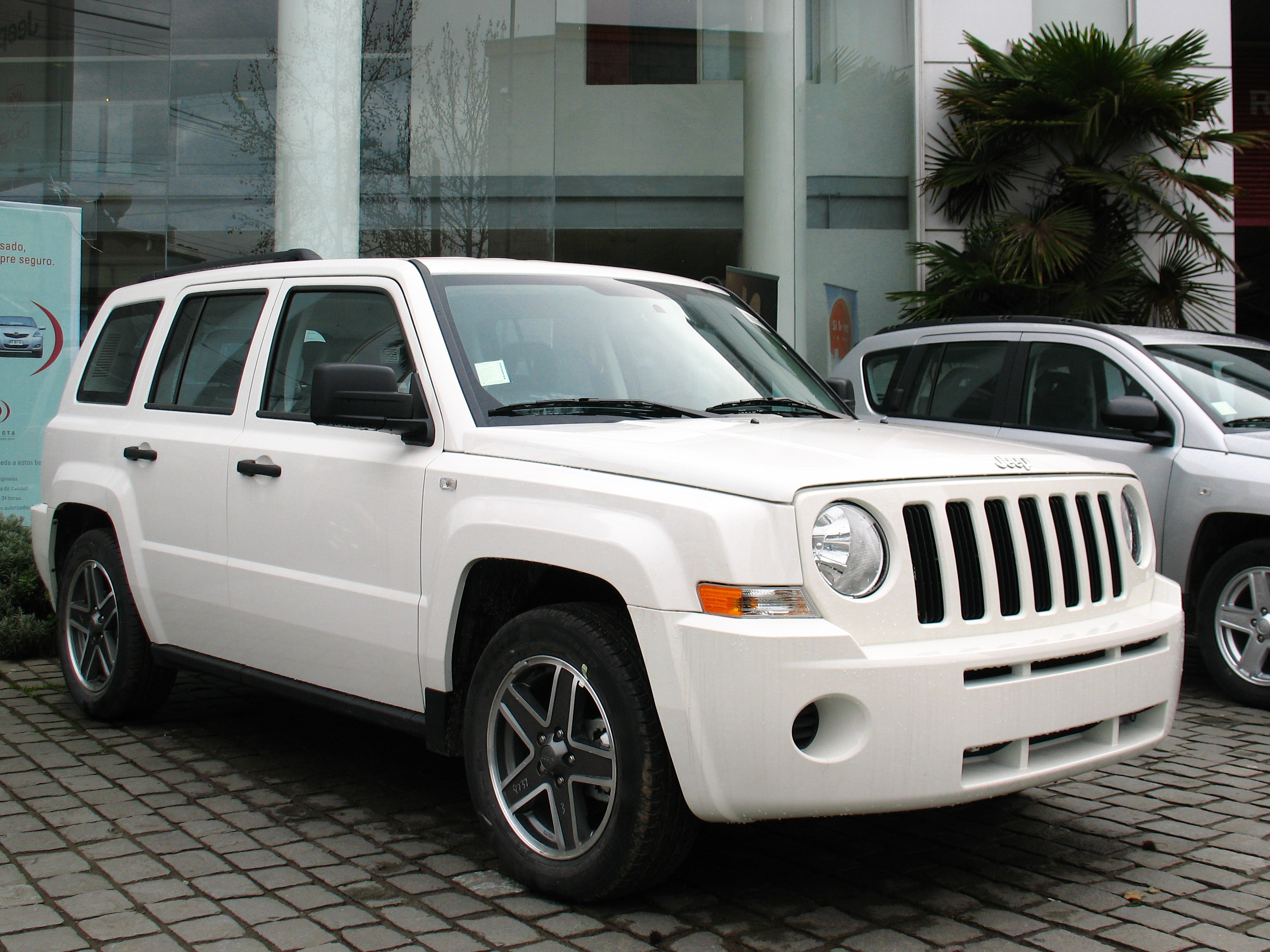
باتريوت سبورت 2008
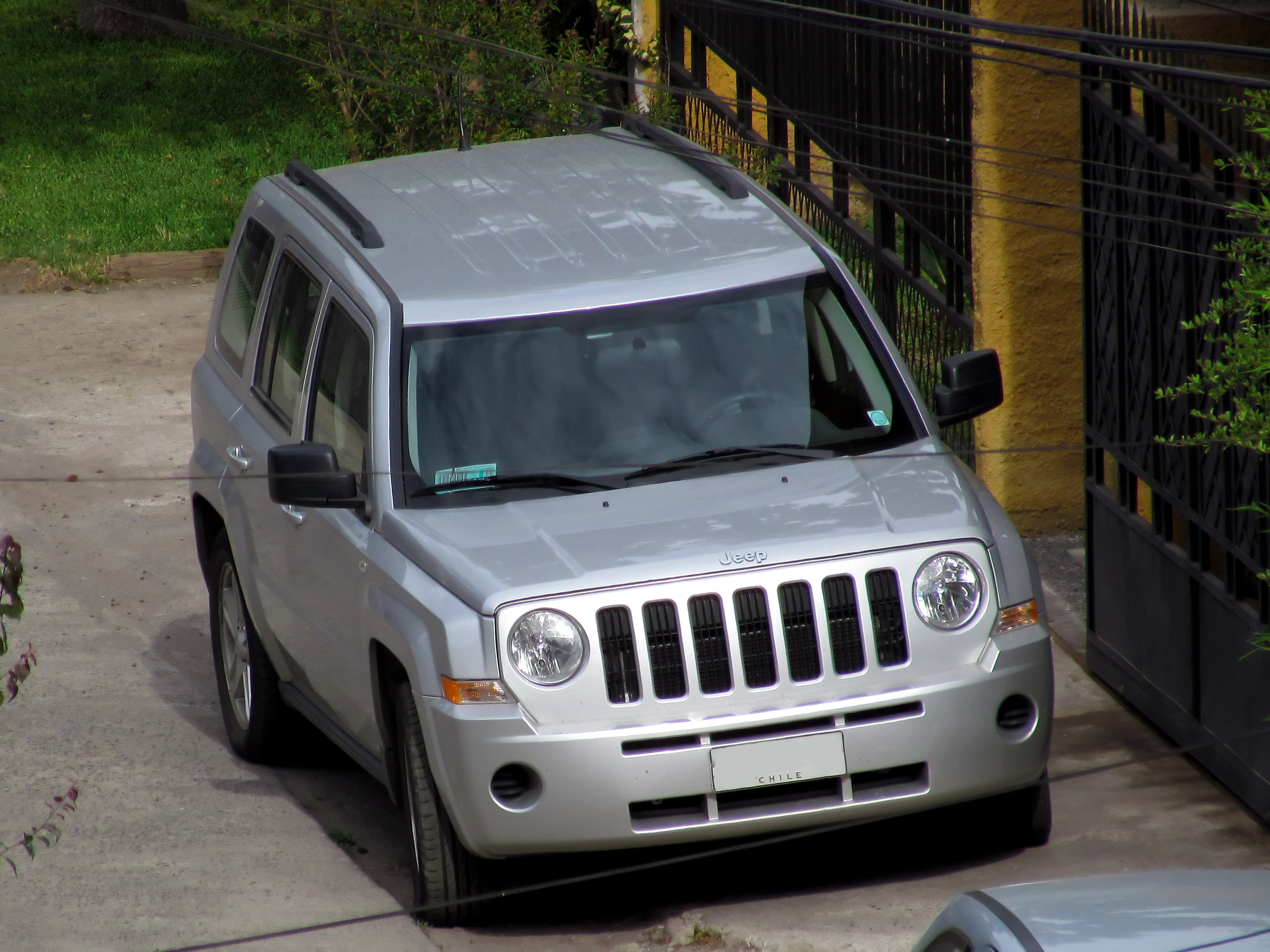
باتريوت 2010
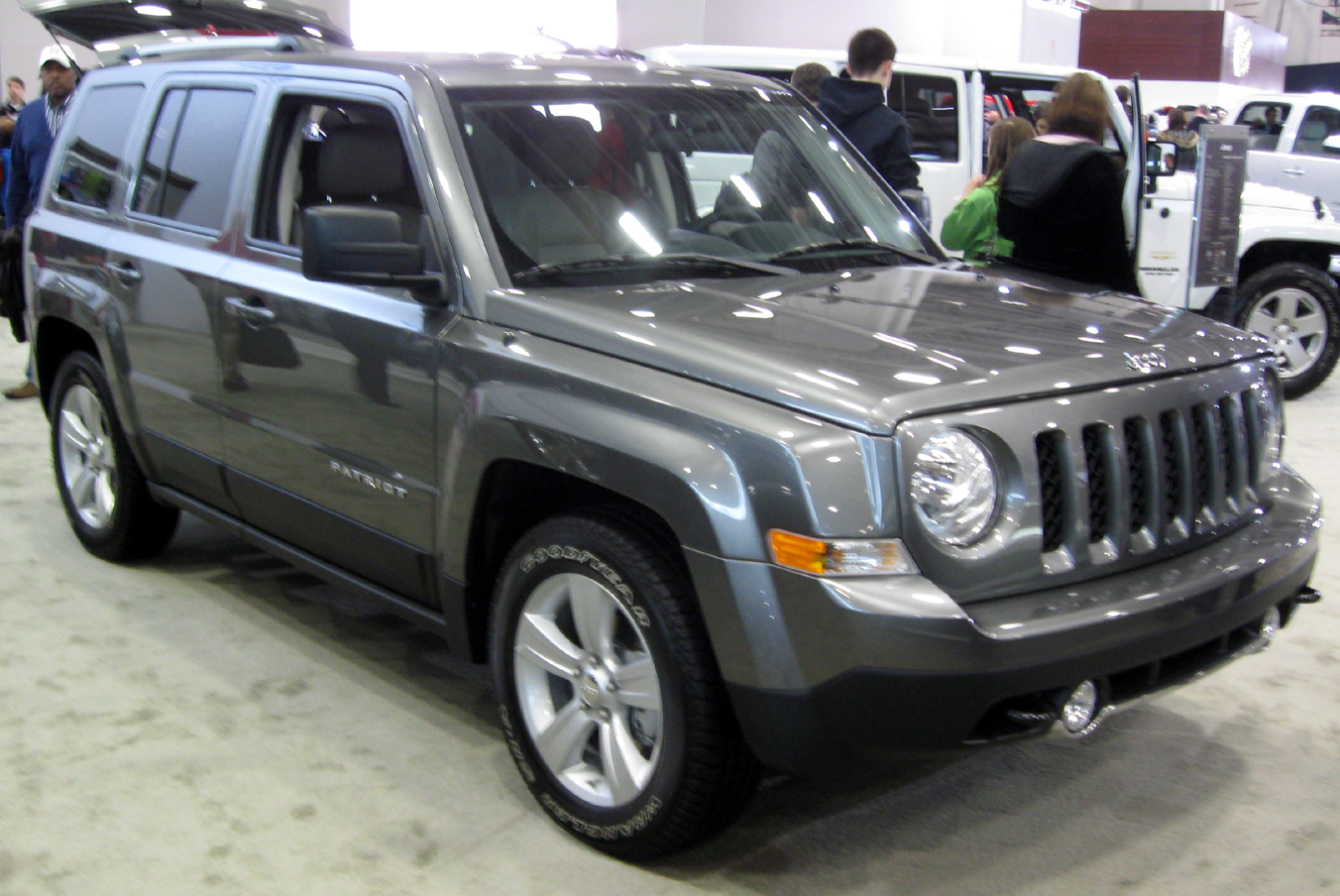
باتريوت 2011
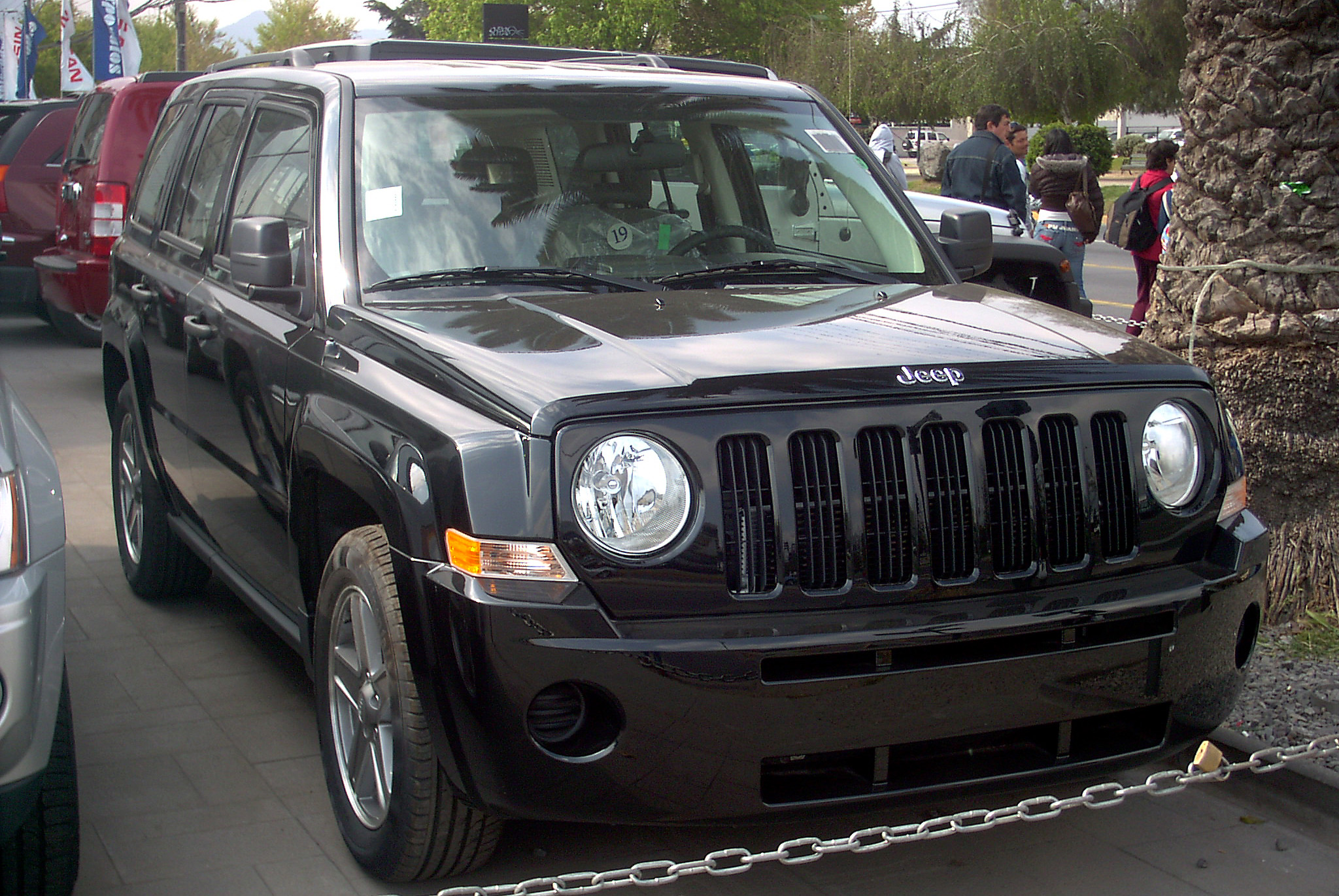
باتريوت 2008

## ذات صلة
ظهور جيب باتريوت لأول مرة في معرض جنيف للسيارات نسخة محفوظة 22 أغسطس 2018 على موقع واي باك مشين.
مراجعة سيارة جيب باتريوت على الطرق الوعرة
الوصف الفني لنظام فريدوم درايف دفع رباعي

## روابط خارجية
موقع رسمي